# میتوان
میتوان (انگلیسی: Meituan) شرکت خدمات اینترنت چینی است، که در سال ۲۰۰۹ تأسیس شد.